# Време да убиваш
„Време да убиваш“ (на английски: A Time to Kill) е името на трилър роман на Джон Гришам, написан през 1989. През 1996 година романът е филмиран под режисурата на Джоел Шумахер.

## Сюжет
Внимание:  Текстът по-долу разкрива сюжета на произведението (или части от него)!
В Клантън, Мисисипи, 10-годишната афроамериканка Тоня Хейли е брутално изнасилена и малтретирана от двама бели расисти – Джеймс Луис „Пит“ Уилард и Били Рей Коб. Малко след това Тоня е намерена и закарана в болница, докато Пит и Били се хваля в местното заведение какво са направили с малкото момиче.
Обезумелият баща на Тоня, Карл Лий Хейли, си спомня за подобен случай преди около година, в който бял мъж изнасилил афроамериканско момиче в съседния град и бил оправдан. Карл Лий решава, че това няма да се случи и този път. Затова убива двамата подсъдими, докато ги извеждат от съдебната зала.
По-късно на същия ден той е арестуван от шерифа Ози Уолс – афроамериканец, и е обвинен в двойно убийство. Въпреки опитите на местните афроамерикански организации да убедят Карл Лий да го защитава техен адвокат, той избира вече познатия му Джак Бриганс. Шефът на Джак – Лусиен Уилбанкс, Хари Рекс Вонър (приятел на Джак, адвокат) и студентката по право Елън Роарк се включват в защитата на Карл Лий. Прокурор по делото е Руфъс Бъкли, а съдия е белият Омар Нууз. Бъкли се надява да спечели делото, за да успее да стане губернатор. Съдията също не симпатизира на Карл Лий и умишлено бави молбата му да определи гаранция, както и да премести делото в друг окръг.
В същото време братът на Били Рей Коб – Фреди Лий Коб, търси отмъщение за смъртта на брат си и моли за помощ клонът на Кук Клукс Клан (ККК) в Мисисипи, ръководен от Стъмп Сисън. Те поставят бомба на верандата на Джак Бриганс и заплашват неговата секретарка Етъл Туити и съпруга ѝ Бъд. В деня на делото пред сградата на съда има размирици между членовете на ККК и местните афроамериканци, при които Стъмп Сисън е убит. Вярвайки че афроамериканците са виновни за това, Фреди и ККК зачестяват атаките си. Започват да горят кръстове из Клантън, а къщата на Джак е опожарена, докато той и семействтото му не са вкъщи. В резултат на действията им е повикана Националната гвардия, за да опази реда и спокойствието в Клантън по време на процеса.
В края на процеса Джак произнася много въздействаща заключителна реч. След дълги дебати съдебните заседатели оневиняват Карл Лий, защото е бил невменяем по време на извършването на престъплението.
Книгата завършва с Джак и неговия екип, които пият маргарита в офиса, преди да излязат пред журналистите.